# Charles de Chabannes
Charles de Chabannes, né vers 1518 et mort en 1552 lors du siège de Metz., est un noble français, seigneur de La Palisse, de Pacy, de Dompierre, de Chavroches, de Montaigu-le-Blin, de Chezelles, de Châtelperron, d'Arcy, de Montmorillon, de Saint-Sorlin, de Vandenesse, de Nourry, de Givry, d'Arfeuilles et de Servilly. Il est l'unique fils né de l'union du maréchal Jacques II de Chabannes de La Palice et de Marie de Melun, sa seconde épouse. Peu avant sa mort à 34 ans en 1552, le jeune seigneur de La Palice, capitaine d'une compagnie d'infanterie semble[pas clair] avoir brièvement exercé les fonctions de gouverneur de Lyon et du Bourbonnais.

## L'apprentissage d'un serviteur du roi
Membre de la famille de Chabannes, il est le second fils de Jacques II de Chabannes de La Palice et de Marie de Melun d'Epinoy (Maison de Melun) dame des baronnies d'Authon, de Montmirail et de La Bazoche-Gouet en Perche-Gouët. À peine âgé de quatre ans, Charles de Chabannes fut émancipé par lettre d'émancipation, datée du 14 décembre 1521.
Bien qu'encore très jeune (il n'a que 4 ans) et à peine émancipé par lettres patentes du roi François Ier en prémunition des risques de disparition de son père à la guerre ; le seigneur mineur Charles de Chabannes rend foi et hommage donné à Chantelle le 22 novembre 1522 à la duchesse Anne de France et à son gendre le duc Charles III de Bourbon pour les seigneuries bourbonnaises  de La Palisse, Châtel-Perron et Montaigu-le-Blin.

Élevé comme Enfant d'Honneur à la cour du roi François Ier, le jeune seigneur de Chabannes reçut en 1525 à la mort de son père, diverses seigneuries données par Louise de Savoie, dont la Baronnie de Mercœur en Limousin, lesquelles furent confisquées par volonté royale, à la suite de la trahison de Charles III de Bourbon, connétable de France. La régente demanda aux gens de ses comptes de faire jouir de la Baronnie de Mercœur « A notre amé et féal cousin Charles de Chabannes, fils et héritier de notre amé et féal cousin, Jacques de Chabannes Maréchal de France »

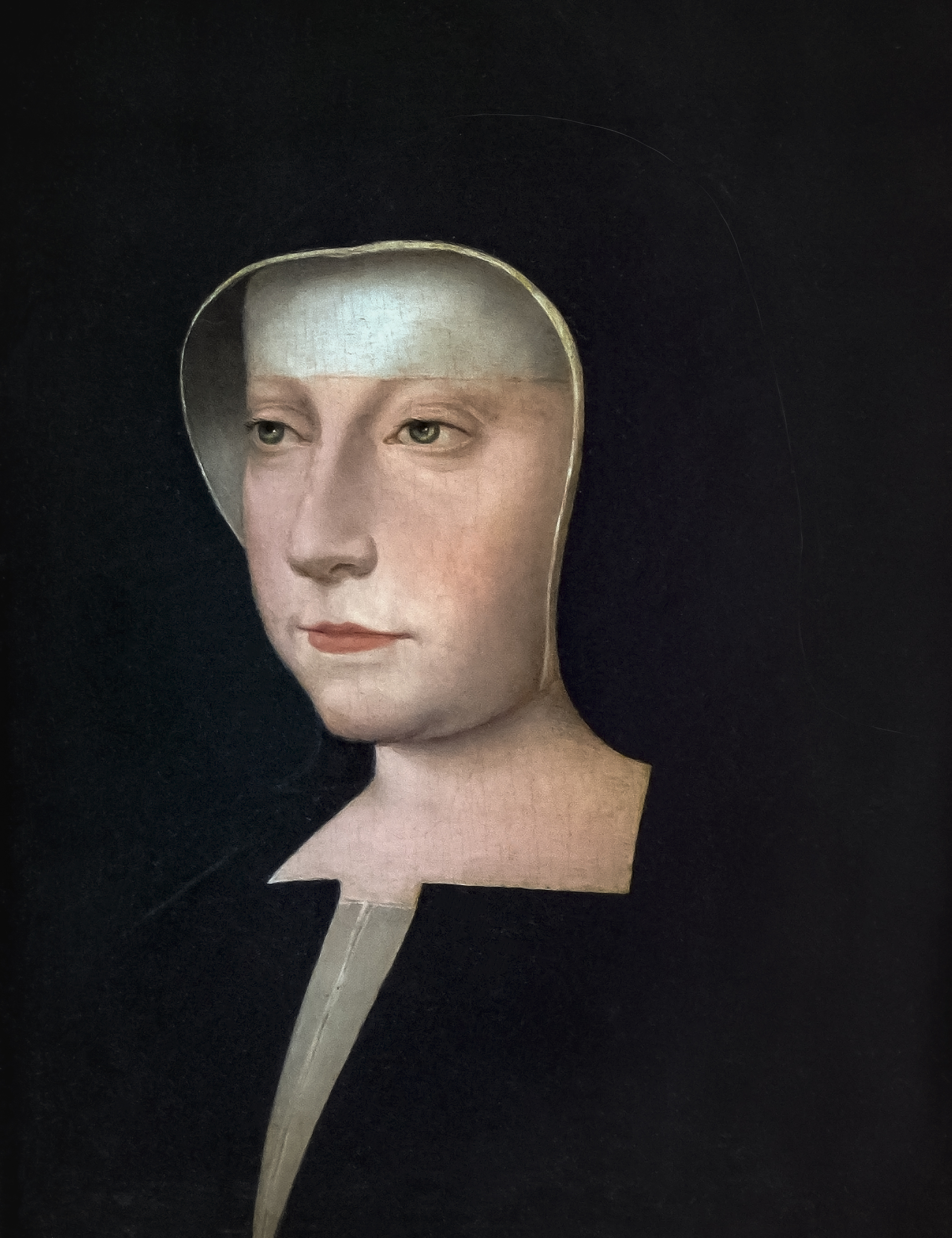
Portrait de Louise de Savoie. École de Jean Clouet - XVIe siècle.

Marie de Melun veuve du Maréchal Jacques II de Chabannes de La Palice, tutrice et gérante des biens seigneuriaux du jeune seigneur de Chabannes pendant sa minorité, intervint le 15 mars 1526, où elle reçut Foi et Hommage au nom de son fils mineur, entre les mains de noble homme et scientifique personne Maistre Jean d'Esserpent, protonotaire du Saint-Siège apostolique, seigneur de Brières (Avrilly) et chanoine comte de la Saint-Jean de Lyon, pour les fiefs mouvants de la seigneurie d'Arcy.
À la mort glorieuse de Jean de Chabannes seigneur de Vandenesse son oncle dit « Le Petit Lion »  survenue en 1524 lors de la campagne de Romagnano (Bataille de la Sesia) sur le champ de bataille de Rebec, lequel fut sénéchal du Valentinois et de Diois, le maréchal Jacques II de Chabannes héritier de son frère, ne put bénéficier d'à peine une année des biens et des revenus tirés des seigneuries dépendantes du Château de Vandenesse, ayant appartenu à son frère. Devenue héritière du domaine en 1525, Marie de Melun veuve du maréchal en eut la jouissance pendant plusieurs années où elle habita le château de Vandenesse avec ses enfants , où en 1533, elle prête foi et hommage pour le fief dépendant de Nourry, auprès de puissante princesse Mme la duchesse de Longueville, à cause de son comté de Château-Chinon, et que celle-ci transmit ensuite à Charles de Chabannes son fils. Pendant l'absence de ce dernier, Marie de Melun veuve du maréchal et dame douairière du château de Châtelperron, prête Foi et Hommage lors de la rédaction de la coutume du Nivernais. Pendant l'absence et la formation du jeune seigneur de Chabannes, lors de l'assemblée des Grands Jours tenus en 1534 à Moulins, la veuve du maréchal de La Palice défendit comme tutrice les intérêts de son fil aîné, à prévaloir sur les fiefs et les biens relevant de la seigneurie de Vandenesse en Nivernais. Devant Maîtres Louis Rouillart et Guillaume Bourgoins conseillers du Roy et avocats auprès du Parlement de Paris, Marie de Melun en droit de succession de son fils est signataire le 11 novembre 1534 des « Coutumes du Nivernois », laquelle fut représentée par maître Fiacre de Beaulieu, licencié ex-lois, échevin en la ville de Nevers et son bailli en la seigneurie de Vandenesse, laquelle se porta garante des intérêts fonciers et des titres seigneuriaux de son fils absent :

« Sur le Quatorzième Article des Successions : Dame Marie Melevin ( Marie de Melun ) veuve de feu Messire Jacques de Chabannes, mareschal de France, comme ayant la garde et administration légitime des corps et biens de Charles de Chabannes, fils d'elle & dudit défunt seigneur; d'autre, par maistre Fiacre de Beaulieu, Licencié ès Loix, son bailly de Vendenesse, chargé de ce qui s'ensuit par lettres d'icelle veuve signées de sa main, datées du Jour Saint Martin dernier passé (...) »

On connaît peu de chose de Charles de Chabannes. On sait qu'il fut nommé principalement à la mort de son père à la fonction de gouverneur de Lyon grâce à la protection de la régente Louise de Savoie en 1525 pendant la captivité de son fils François Ier, et cela jusqu'en décembre 1526, date à laquelle fut nommé le sieur Théodore de Trivulce.
Nous voyons pour la première fois en 1532 véritablement apparaître dans l'histoire le nom de Charles de Chabannes, dans l'entouragede l'amiral Claude d'Annebault, où il fait partie le 2 avril 1532 à Caen en Normandie, de l'escorte royale (il n'a que 14 ans) chargée de la réception officielle du dauphin François de France auprès de Philippe Chabot.
En gratitude des louables et inestimables services rendus à la Couronne de France par feu son père Jacques II de Chabannes de La Palice, son fils Charles de Chabannes seigneur de La Palisse, tout juste âgé de 18 ans, est nommé en 1536, Gentilhomme de la chambre de François Ier aux gages de 1 200 livres tournois.
Pendant la huitième guerre d'Italie, en juin 1536, les garnisons du roi de France présentes en Piémont sont cantonnées à Fossano sous le commandement d'Antoine de Lettes-Desprez de Montpezat et du capitaine de compagnie messire de La Roche du Maine (Charles Tiercelin) chargés de défendre la place.
Le 30 mai 1538, le jeune seigneur Charles de Chabannes se marie à 21 ans avec Anne de Mendoze (Anna de Mendoza), d'une des plus illustres familles de la noblesse d'Espagne et demoiselle d'honneur de la reine Éléonore d'Autriche. En prévision dudit mariage, les deux époux reçoivent une donation de quelque 20.000 livres faite par le roi François Ier et de 7.000 livres faite par la reine Éléonore de Habsbourg, donations royales faite en deux temps et enregistrées devant l'office notarial des cités d'Avignon et d'Aix, en date des 15 et 21 mai 1538.

## Charles de Chabannes: un gentilhomme du roi Henri II

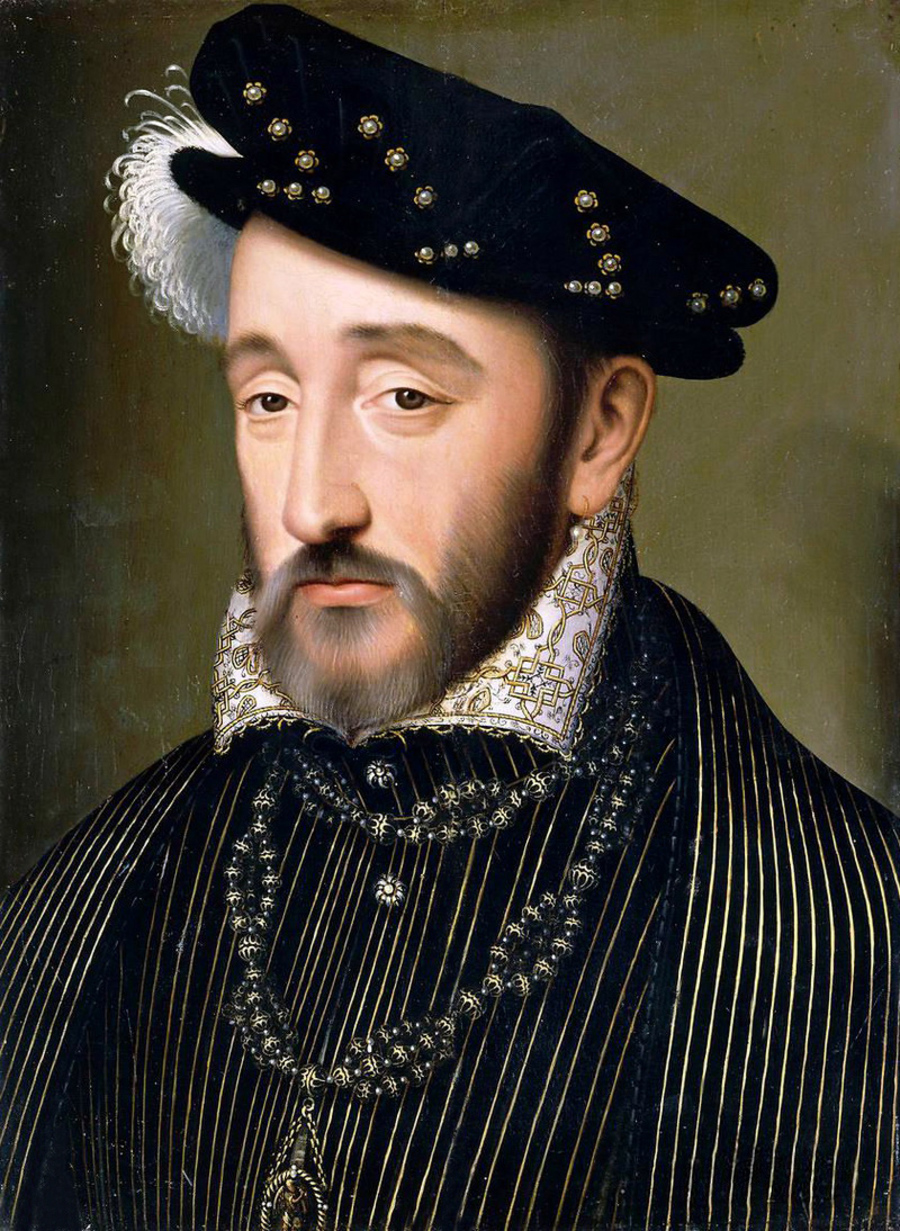
Portrait du roi de France Henri II.

Reconduit et promu comme gentilhomme de la Chambre du roi Henri II, Charles de Chabannes fut compris dans la liste des chevaliers digne de recevoir le collier de l'ordre de Saint-Michel, mais malgré sa nomination à cet ordre de chevalerie, le seigneur de Chabannes ne put comparaître au chapitre de l'Ordre pour recevoir ladite décoration qui ne put lui être remise des mains du roi.
En cette année 1543, le jeune seigneur Charles de Chabannes qui a déjà réuni en sa possession de nombreux fiefs ou seigneuries, commence à administrer pleinement ses domaines. En effet, le 20 juin 1543,le seigneur de Chabannes donnait bail pour trois années, de la terre et seigneurie de Montaigu-le-Blin, cédé à messire Jean du Clérot, pour la somme annuelle de 1 300 livres.
Seigneur d'Arfeuilles où il possède le château de Montmorillon, Charles de Chabannes possède également la seigneurie de Saint-Clément héritée de son parent Geoffroy de Balzac d'Entraygue et située en Montagne bourbonnaise. Aux alentours du village d'Arfeuilles, le hameau Le Perret, composé de huit maisons était totalement abandonné et ruiné. Le moulin double (à céréales et à huile) occupait les constructions du fond du village à quelques dizaines de mètres de sa réserve d'eau qui se trouvait au milieu. Ce moulin Peray, signalé sur la carte de Cassini, est fondé par acte du 16 juin 1543 ainsi conçu : « Charles de Chabannes seigneur de La Palice, Montmorillon et Saint-Clément, donne à Antoine Bardonnet et à Antoine Bletterie (...) le droit de bâtir un moulin sur le ruissant Galant (affluent du Sapey), pour les exempter eux et leurs successeurs d'aller moudre leurs grains au moulin banal de Saint-Clément ».
Si l'on en croit la correspondance du cardinal Jean du Bellay, Charles de Chabannes seigneur de La Palice, comme jeune députez français, faisait partie le 9 septembre 1544 d'une ambassade française parmi douze autres gentilshommes, est chargé de négocier avec les émissaires anglais envoyés par le roi Henri VIII, pourparlers diplomatiques en vue de faire lever les sièges de Boulogne-sur-Mer et de Montreuil.
Charles de Chabannes épousa en deuxièmes noces le 17 septembre 1545 Catherine de La Rochefoucauld, dame dauphine de Combronde e de Jaligny, fille d'Antoine de La Rochefoucauld-Barbezieux et d'Antoinette de Chaumont d'Amboise, de qui il a cinq enfants. Selon certaines sources archivistiques, le remariage dudit jeune seigneur de Chabannes de La Palice eut lieu au Château de Jaligny .
Ayant acquis en 1525 après la mort de son père Jacques II de Chabannes de La Palice, la plupart des seigneuries de feu l'illustre Maréchal de France, Charles de Chabannes étendit ses domaines seigneuriaux, en faisant l'acquisition le 16 janvier 1548, des terres et seigneuries de Gléné (Glène) et Servilly, ayant appartenu à une branche bâtarde de la maison de Chabannes, dite des Chabannes de Martinière, et qu'il racheta à Pierre de Martinière pour la somme de 500 écus d'or au soleil.
Le 17 octobre 1548, le roi Henri II accompagné de la reine Catherine de Médicis et du cardinal Claude de Guise font halte au château de La Palice, où Charles de Chabannes reçoit le couple royal.

## Descendance de Charles de Chabannes La Palice
- Antoine de Chabannes (1549-1552), † petit enfant.
- Eléonore de Chabannes (1547-1595), femme de : 1° 1564 Just III de Tournon, petit-fils de Just, d'où Anne de Tournon qui reçoit La Palice et Jaligny, et épouse avec postérité un neveu de son beau-père Philibert, le maréchal de Saint-Gérand ; et 2° 1571 le Grand maître de l'artillerie Philibert de La Guiche de Saint-Gérand.
- Marie de Chabannes, dame en partie de Combronde, x Jean II de Langeac, d'où Françoise de Langeac qui épouse son cousin Jacques de La Rochefoucauld-Barbezieux de Chaumont et St-Ilpize, un petit-fils d'Antoinette d'Amboise et d'Antoine de La Rochefoucauld-Barbezieux : d'où les La Rochefoucauld-Langeac, marquis de Langeac et comtes-dauphins de St-Ilpize.
- Marguerite de Chabannes, x 1571 Antoine III de Masquerel d'Hermanville : postérité
- Suzanne de Chabannes, qui épouse en 1568 Jean Olivier de Leuville, baron du Hommet et sire de La Rivière, fils du chancelier François Olivier : postérité.

Veuve, sa femme Catherine de La Rochefoucauld-Barbezieux se remaria en 1559 avec René Ier du Puy-du-Fou, d'où la suite des dauphins de Combronde avec Gilbert du Puy-du-Fou l'Aîné (1558 - 1597), frère aîné de Gilbert le Jeune († 1609).